# Chinoperla fascipennis
Chinoperla fascipennis är en bäcksländeart som först beskrevs av Banks 1931.  Chinoperla fascipennis ingår i släktet Chinoperla och familjen jättebäcksländor. Inga underarter finns listade i Catalogue of Life.